# Newport and Carisbrooke
Newport and Carisbrooke är en civil parish i Storbritannien.   Den ligger i grevskapet Isle of Wight och riksdelen England, i den södra delen av landet, 120 km sydväst om huvudstaden London. Newport and Carisbrooke ligger på ön Isle of Wight.